# Touch football
Il Touch football è uno sport giocato dai bambini che intendono praticare il football americano  e da atleti adulti che competono in appositi campionati nazionali e internazionali.
Gli atleti giocano senza protezioni poiché per fermare l'avversario portatore di pallone si deve effettuare un tocco a due mani tra spalle e piedi.
Esistono diversi campionati e tornei ma di solito si adotta un regolamento simile a quello del flag football.